# Il mio amore con Samantha
Il mio amore con Samantha (A New Kind of Love) è un film del 1963 diretto da Melville Shavelson.

## Trama
Un'americana che lavora nella moda incontra un connazionale giornalista sportivo a Parigi e nel cercare di conquistarlo nascono equivoci.

## Critica
«Stucchevole e poco divertente: Newman e moglie volano basso...» *½